# Нервно-мышечное веретено

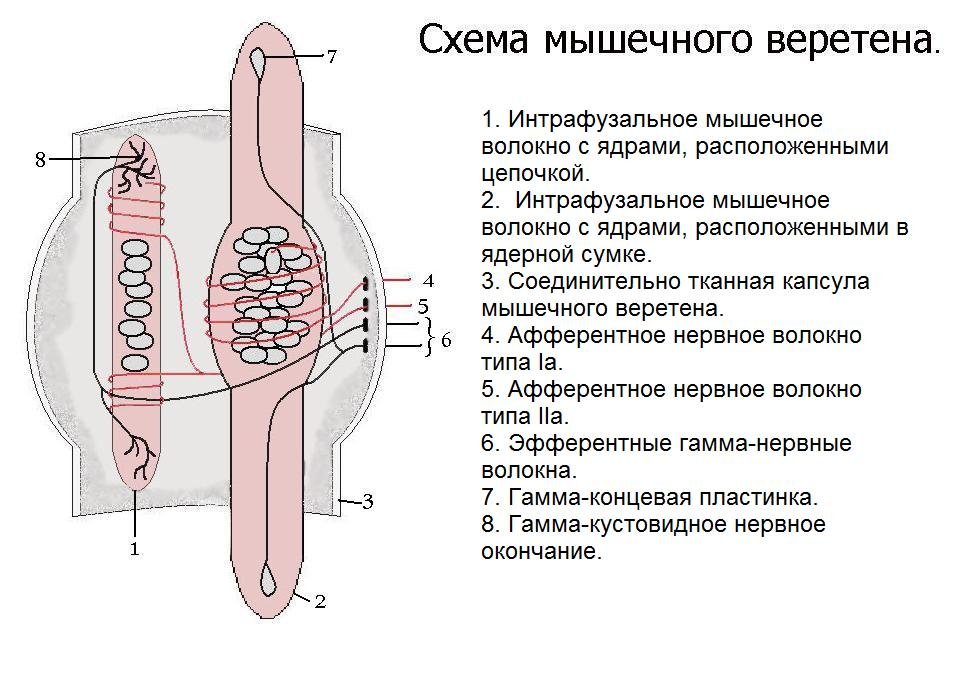
Схема мышечного веретена

Нервно-мышечное веретено — сложный нервный рецептор, который включает афферентные и эфферентные нервные отростки и контролирует как скорость, так и степень сокращения и растяжение скелетных мышц. В состав веретена входят тонкие поперечнополосатые мышечные волокна. Мышечные волокна, находящиеся внутри соединительнотканной капсулы и входящие в состав веретён, называются интрафузальными, а лежащие за её пределами и обеспечивающие сокращение мышцы — экстрафузальными.
Клеточные ядра в экстрафузальных волокнах расположены равномерно, а в интрафузальных они сосредоточены в центральной части волокон. Существуют два типа интрафузальных волокон: волокна с ядерной цепочкой (vinculun nucleare), в которых клеточные ядра располагаются цепочкой, вдоль мышечного волокна, и волокна с ядерной сумкой (bursa nuclearis), в которых клеточные ядра располагаются ближе к центру в виде скопления , образуя выпуклость. Вокруг центральной части интрафузальных волокон спирально расположены терминали дендритов (афферентные нервные окончания), а эфферентные окончания (терминали аксонов) окружают периферические участки интрафузальных и экстрафузальных мышечных волокон.
Приходящие по эфферентным нервным окончаниям импульсы вызывают сокращение мышечных волокон, что ведёт к деформации афферентных окончаний и приводит к возникновению нервных импульсов, частота которых пропорциональна скорости изменения длины мышечных волокон и величине этого изменения.